# Jill Weller
Jill Weller (* 25. September 1986 in Saarbrücken) ist eine deutsche Schauspielerin.

## Leben
Jill Weller absolvierte das deutsch-französische Abitur am Centre International de Valbonne in Nizza und wurde an der Stella Adler Academy of Acting & Theatre in Los Angeles zur Schauspielerin ausgebildet. Ihr Debüt vor der Kamera gab sie 2009 in Eminems Musikvideo We Made You, für das der Rapper bei den MTV Video Music Awards 2009 am 13. September die Auszeichnung in der Kategorie Best Hip-Hop Video erhielt.
Im Februar 2021 war Weller Teil der Initiative #ActOut im SZ-Magazin, zusammen mit 184 anderen lesbischen, schwulen, bisexuellen, queeren, intergeschlechtlichen und transgender Personen aus dem Bereich der darstellenden Künste.
Weller spricht fließend Deutsch, Englisch und Französisch und lebt in Berlin.

## Filmografie (Auswahl)
- 2009: We Made You
- 2017: In Wahrheit: Mord am Engelsgraben
- 2019: Unter Tannen
- 2022: Immenhof – Das große Versprechen

## Theater (Auswahl)
- 2009: Frankie and Johnny in the Clair de Lune (Stella Adler Theatre, als Frankie)
- 2009: A Midsummer Night’s Dream (Irene Gilbert Theatre, als Puck)
- 2010: Blackbird (Stella Adler Theatre, als Froggy)